# Trastevere (film)
Trastevere è un film italiano del 1971 diretto da Fausto Tozzi.

## Trama
Mao è una cagnetta di bulldog francese smarrita dal baritono Enrico Formichi, che tenta invano di denunciarne la scomparsa alla polizia.
La bestiola, rimasta quindi senza padrone, viene raccolta dai più svariati personaggi di Trastevere.
Il primo a trovarla è il figlio di Toto, un contrabbandiere che proprio in quel giorno si ritrova la casa perquisita dalla Guardia di Finanza e il carico di sigarette sequestrato: i militari chiedono a quale membro della famiglia debba essere «intestata la ditta», bastandone uno solo da arrestare; dopo un breve consiglio di famiglia la scelta ricade sulla suocera di Toto.
La piccola Mao scappa e viene raccolta da John, un giovane afro-americano invitato da Caterina a un droga party. Ad ascoltare gli inviti in inglese di Caterina c'è anche Carmelo Mazzullo, un poliziotto lucano tossicodipendente con la passione per la pittura, che ormai da tempo ha fatto perdere le proprie tracce al comando. Mazzullo, che ha ascoltato senza volerlo gli inviti fatti dalla ragazza, riesce a farsi invitare presentandosi come pittore psichedelico. Alla fine della festa, John affida la cagnetta a Kerry, un giovane statunitense in profonda crisi che, dopo aver incontrato ed accettato l'invito di un conte omosessuale, va a suicidarsi sul Gianicolo, allo sparo del cannone. La piccola Mao passa così a Carmelo, il quale però viene successivamente scoperto dai suoi colleghi a causa di una soffiata di Nanda, una giovane cameriera innamorata di lui, gelosa per la relazione instauratasi tra quest'ultimo e Caterina.

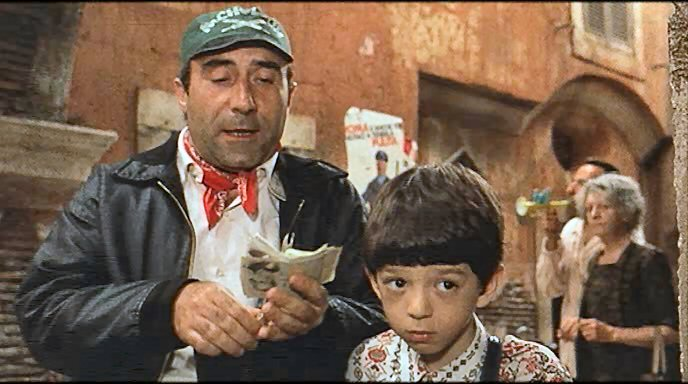
Straccaletto (Enzo Cannavale) e suo figlio

Rimasta nuovamente sola, la cagnetta viene raccolta dal figlio di Straccaletto, vedovo di una prostituta uccisa da un assassino rimasto ignoto, che da due anni vive solo per accudire suo figlio e trovare l'assassino della moglie. Per far ciò ha messo in piedi un servizio di assistenza per le prostitute. Ogni notte fa il giro dei viali e a tutte domanda con insistenza se hanno qualche notizia del fatto. Della sua ossessione approfitta Gigliola, una prostituta che con la scusa di raccontare notizie scrocca cibo e bevande.
Raccolta poi da Settimio, il garzone di un macellaio, Mao finisce in casa di un professore, la cui moglie è da tempo nelle sue mire. Per rendersi simpatico alla signora Delia, Settimio regalava ritagli di carne per il loro cane poi morto, e con la cagnetta spera di riuscire a consumare un adulterio e non si aspetta la proposta di un ménage a tre.
Deluso ed arrabbiato per il risultato, porta Mao alla sora Regina, una commerciante in sigarette di contrabbando che staziona davanti alla sua bottega. La sora Regina è a capo di una società di anziane signore trasteverine devote alla Madonna del Divino Amore e ha organizzato uno dei periodici pellegrinaggi al santuario. Partite in ritardo da Trastevere le signore rimangono bloccate a causa di un guasto all'autobus e decidono di proseguire a piedi, rimanendo però sfinite a poca distanza dalla meta. Per ritemprarsi raccolgono cicoria e finiscono in un ristorante dove, bevendo vino e cantando canzoncine da osteria, si danno a un ballo collettivo durante il quale la sora Regina, colpita da un infarto, muore davanti alle sue amiche.
Alla fine Mao viene ritrovata da Formichi ma scappa non riconoscendo il suo vero padrone, mentre una folla lunghissima segue i funerali della sora Regina.

## Produzione

### Regia
Trastevere, il cui titolo in sceneggiatura era "Requiem per Trastevere", è l'esordio di Fausto Tozzi alla regia. Nino Manfredi ricorda a tal proposito che:

### Cast
Il personaggio della sora Regina, interpretato da Mickey Fox, è ispirato al personaggio reale di Ada Passeri, detta la Crostona, generica del cinema italiano che nel film interpreta il ruolo della sora Filomena. I ruoli del professore e della moglie Delia, interpretati da Leopoldo Trieste e Milena Vukotic, erano stato inizialmente proposti a Enrico Maria Salerno e Delia Boccardo, che cambiarono idea prima di firmare il contratto.
Insolita interpretazione di Enzo Cannavale, qui doppiato in romanesco da Fiorenzo Fiorentini. Lo sceneggiatore Leonardo Benvenuti, uno degli autori delle saghe di Fantozzi e Amici miei, interpreta invece il commissario della Guardia di Finanza che arresta la sora Rosa.

## Distribuzione

### Censura

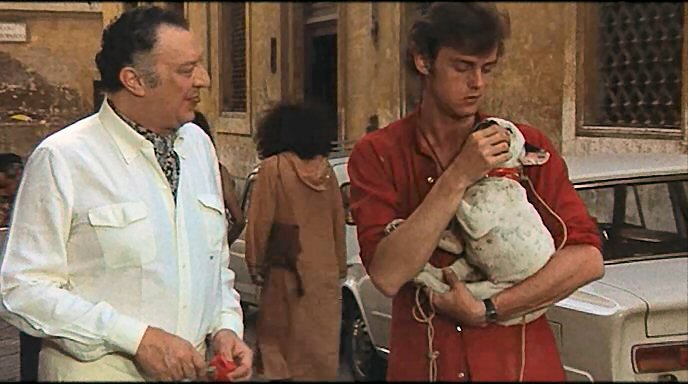
Il conte e Kerry (la scena in casa del primo è stata tagliata della parte finale)

Il film fu sforbiciato di varie sequenze per volere della commissione di revisione. Le suddette sequenze, per un totale di 101 metri, riguardano:
- Una scena in cui dei giovani seduti sulle scale della fontana di piazza Santa Maria in Trastevere si lasciano andare a commenti impudichi al passaggio di "Rama".
- La sequenza in cui Kerry si sdraia nudo sulla lettiga in casa del conte e si appresta ad avere un rapporto sessuale con lui.
- La sequenza in cui i due pittori a pesca, in cui uno di loro pesca un preservativo e dà la colpa al papa e la breve sequenza della battuta sul "pisciare".
- Due sequenze all'osteria: quella del bambino che riferisce alla madre di aver ricevuto una forchettata nel sedere e il discorso di uno dei due litiganti all'osteria, infarcito di parolacce.
- La sequenza finale dei due pittori al balcone: è stata soppressa la lite con relative parolacce finali.
- La scena a casa del professore: soppresso il primo piano in cui il macellaio bacia il seno della moglie del professore e il primo piano finale del professore che osserva la scena.
- La sequenza del conato di vomito finale durante l'arresto di Carmelo.

Altri tagli vennero per decisione del produttore Alberto Grimaldi, che cancellò i personaggi di attori quali: Martine Brochard (Luisa), Riccardo Garrone (il produttore) e Umberto Orsini (l'attore). Altri sono poi apparsi brevemente e senza essere menzionati nel ruolo, come: Vittoria Di Silverio, Luciano Pigozzi (Righetto), Carlo Gaddi, Marcella Valeri (sora Nicolina), Franca Scagnetti, al suo esordio cinematografico.
Della sua scomparsa dal film, Martine Brochard dichiarò in seguito:

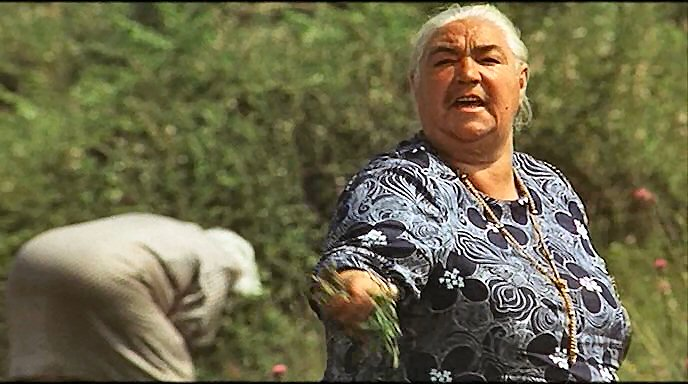
La Sora Filomena (Ada Passeri) mentre pronuncia la frase incriminata

Il film è stato inoltre denunciato per vilipendio alla religione da un cittadino di Grosseto che ha assistito alla proiezione in un cinema della sua città. La frase incriminata, "pò esse' pure che alla Madonna oggi je rode er culo e nun ce vo' vede'", è pronunciata da Ada Passeri (che interpreta il ruolo della sora Filomena), quando il gruppo delle madonnare si distrae nella raccolta della cicoria e non risponde agli appelli a riprendere la strada della sora Regina. Il giudice istruttore, tuttavia, decide il non luogo a procedere poiché "la frase stessa non è altro che l'espressione volgare, e certamente irriverente, per dire che la Madonna poteva pur esser risentita, che ben si inquadra nella volgarità del linguaggio che distingue il film in questione; che per tanto nella frase non v'è né invettiva, né vi sono parole oltraggiose dirette alla Madonna".
Alla fine, la visione del film fu proibita ai minori di 14 anni.